# 비스트보이

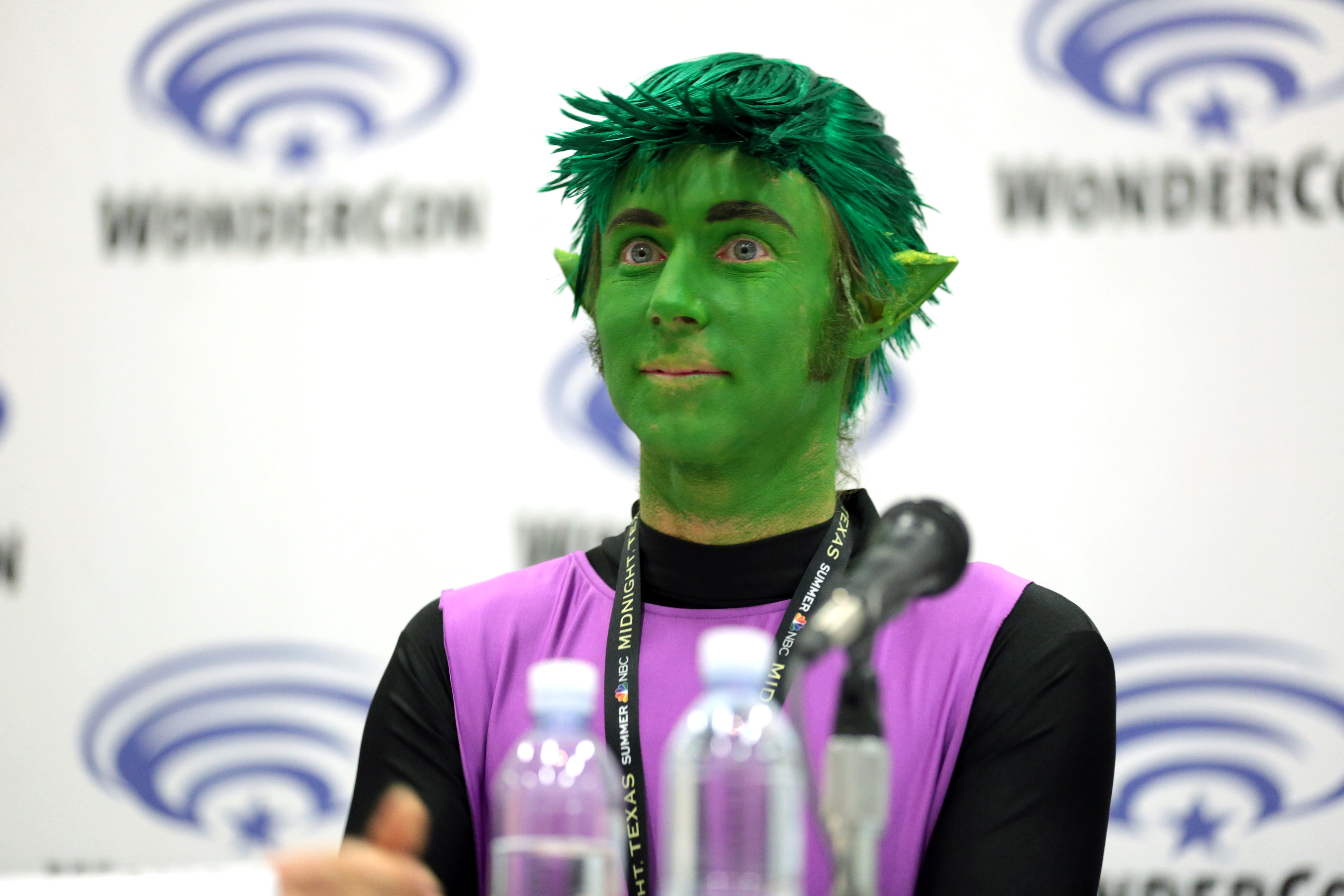

비스트보이(영어: Beast Boy)는 DC 코믹스의 슈퍼히어로 캐릭터이다. 본명은 가필드 로건(Garfield Logan). 여러 가지 동물로 변신하는 능력을 갖고 있다. 둠 패트롤 멤버로 처음 등장했다가 틴 타이탄에 가입한 후 그쪽으로 더 유명하다. 1965년 11월 《둠 패트롤》 140호에 처음 등장했고, 아널드 드레이크와 밥 브라운이 공동 창작하였다.

## 담당 성우

### TV 애니메이션
- 틴 타이탄(2003) - 그레그 사이프스
- 영 저스티스(2010) - 로건 그로브
- 틴 타이탄 GO!(2013) - 그레그 사이프스
- DC 슈퍼히어로 걸스(2015) - 그레그 사이프스

### 장편 애니메이션
- 틴 타이탄: 도쿄에 가다!(2006) - 그레그 사이프스
- 저스티스 리그 대 틴 타이탄스(2016) - 브랜던 수 후
- 레고 DC 코믹스 슈퍼 히어로즈: 저스티스 리그 - 고담시티 대탈출(2016) - 그레그 사이프스
- 틴 타이탄스: 유다의 계약(2017) - 브랜던 수 후

### 비디오 게임
- DC 유니버스 온라인(2011) - 조시 메이어
- 레고 배트맨 3: 비욘드 고담(2014) - 놀런 노스